# Hipólito Cantero
Hipólito Cantero, més conegut com a Poli Cantero, és un cineasta espanyol, guanyador de dos Goya als millors efectes especials.
El 1983 es va llicenciar en Belles Arts a la Universitat de Madrid. Aleshores va marxar a Los Angeles (Califòrnia), on va obtenir un màster en robòtica a la School of technology of Marina del Rey. De 1983 al 1987 va treballar com a tècnic en FX a Boss Film Co i Creature Creations Inc, empreses dedicares als efectes especials per al cinema. Després va marxar a Londres, on treballà fent el mateix per a Amalgamated Dynamics Inc i per a Jim Henson. El 1991 tornà a Espanya i es va instal·lar a Madrid i després a Barcelona, on va crear Stick Art Studio. Assolí el reconeixement quan va guanyar dos cops seguits el Goya als millors efectes especials el 1992 amb Acción mutante i el 1993 amb La madre muerta. També fou premiat al Festival de Cinema Fantàstic de Tokio el 1992, al Festival d'Avoriaz el 1993 i al Festival de Cinema de Sitges de 2000. Posteriorment ha participat en les pel·lícules Huevos de oro de Bigas Luna, Escenes d'una orgia a Formentera (1996), Un cos al bosc (1996), En brazos de la mujer madura (1997) i La ciudad de los prodigios, amb el que fou nominat novament al Goya als millors efectes especials. El 2000 fou nominat als DVD awards per Faust: La revenja és a la sang. També ha col·laborat amb Ferran Adrià i la Fundació El Bulli.